# Liste von Militärs/B

## Ba

### Baa
- Baar-Baarenfels, Eduard (1885–1967), österreichischer Heimwehrführer und Politiker

### Bab
- Babenberg, Adalbert von, (854–906), mainfränkischer Heerführer

### Bac
- Bachtschiwandschi, Grigori Jakowlewitsch (1909–1943), sowjetischer Testpilot
- Back, Sir George (1796–1878), britischer Seefahrer und Entdecker; Admiral.

### Bad
- Baden-Durlach, Georg Friedrich, Markgraf von (1573–1638), protestantischer Heerführer während des Dreißigjährigen Krieges
- Baden-Durlach, Friedrich VI., Markgraf von (1617–1677), kaiserlicher Generalfeldmarschall in den Türkenkriegen
- Baden, Ludwig Wilhelm von, genannt Türkenlouis, (1655–1707), kaiserlicher Feldherr in den Türkenkriegen
- Baden, Wilhelm von (1829–1897), badischer Prinz und preußisch-badischer Politiker und General
- Baden, Max von (1867–1929), preußischer General und letzter Reichskanzler des Kaiserreiches
- Baden-Powell, Robert (1857–1941), britischer General und Gründer der Pfadfinder-Bewegung
- Bader, Sir Douglas (1910–1982), britischer Kampfflieger im Zweiten Weltkrieg
- Badoglio, Pietro (1871–1956), italienischer General und Staatsmann

### Bag
- Bagger, Hartmut (1938–2024), deutscher General und Generalinspekteur der Bundeswehr.
- Baghramjan, Howhannes (1897–1982), sowjetischer General und Staatsmann; 1955 stellvertretender Verteidigungsminister und Marschall der Sowjetunion.
- Bagration, Pjotr Romanowitsch (1818–1876), russischer General.
- Bagration, Pjotr Iwanowitsch, (1765–1812), russischer Feldherr der Befreiungskriege.

### Bah
- Bahrfeldt, Max von (1856–1936), königlich preußischer General der Infanterie und weltbekannter Numismatiker.

### Bai
- Baidukow, Georgi Filippowitsch (1907–1994), sowjetischer Pilot und Luftwaffengeneral
- Baird, Absalom (1824–1905), US-amerikanischer General im Bürgerkrieg

### Bak
- Baker, Valentine, genannt „Baker Pascha“, (1827–1887), britischer Offizier, Generalleutnant in der türkischen Armee

### Bal
- Balaschow, Alexander Dmitrijewitsch (1770–1837), russischer General; Militärgouverneur von St. Petersburg und Polizeiminister
- Balbo, Italo (1896–1940), italienischer Luftmarschall; 1929–34 Luftfahrtminister; 1934–40 Gouverneur von Libyen; Schöpfer der italienischen Luftwaffe; abgeschossen
- Balck, Hermann (1893–1982), Panzergeneral im Zweiten Weltkrieg
- Ball, Sir Alexander, Bt., (1757–1809), britischer Admiral während der Koalitionskriege
- Ballesteros, Francisco (1770–1832), spanischer Generalleutnant; Kriegsminister
- Baloun, Jiří (* 1961), tschechischer Offizier
- Balujewski, Juri Nikolajewitsch (* 1947), russischer Generaloberst; Generalstabschef der russischen Streitkräfte

### Ban
- Bandemer, Christian Friedrich von (1717–1782), preußischer Generalmajor
- Bandemer, Ernst Friedrich von (1744–1817), preußischer Generalmajor
- Bandemer, Friedrich Asmus von (* vor 1700–1770), preußischer Oberst
- Bandemer, Hans Wilhelm von (1725–1788), preußischer Generalmajor
- Bandemer, Joachim Christian von (1702–1764), preußischer Generalmajor
- Bandemer, Peter Heinrich Erdmann von († 1757), preußischer Major und Kommandeur eines Grenadierbataillons
- Bandemer, Rudolf von (1829–1906), Rittmeister und Mitglied im Preußischen Abgeordnetenhaus
- Bandemer, Valentin Ludwig von (1726− † nach 1787), preußischer Oberst
- Bandemer, Wilhelm von (1861–1914), Rittmeister und Mitglied des Preußischen Herrenhauses
- Banér, Johan (1596–1641), schwedischer Feldmarschall im Dreißigjährigen Krieg
- Bange, Charles Valérand Ragon de (1833–1914), französischer Artillerieoffizier

### Bar
- Baraguey d’Hilliers, Achille (1795–1878), französischer General und Staatsmann, Marschall von Frankreich
- Baraguey d’Hilliers, Louis (1764–1813), napoleonischer General
- Barak, Ehud (* 1942), israelischer General und Politiker, Ministerpräsident
- Baratieri, Oreste (1841–1901), italienischer General und Kolonialoffizier
- Barber, Sir Colin Muir KBE CB DSO (1897–1964), britischer General; schloss am 13. November 1945 mit dem sowjetischen General Ljaschtschenko das Barber-Ljaschtschenko-Abkommen.
- Barbou des Courières, Gabriel – französischer Revolutionsgeneral
- Barclay, Robert Heriot (1786–1837), britischer Marineoffizier der Napoleonischen Kriege und des Kriegs von 1812
- Barclay de Tolly, Michail Bogdanowitsch (1761–1818), deutsch-russischer General und Kriegsminister
- Bärenfänger, Erich (1915–1945), deutscher Generalmajor
- Barfus, Johann Albrecht Reichsgraf von (1635–1704), kurbrandenburgischer Generalfeldmarschall
- Barfus-Falkenburg, Franz Wilhelm von (1788–1863), preußischer Generalmajor
- Barjatinski, Alexander Iwanowitsch (1815–1879), Fürst, russischer Feldmarschall
- Barkhorn, Gerhard (1919–1983), deutscher Luftwaffenoffizier im Zweiten Weltkrieg; Bundeswehrgeneral
- Barnard, John Gross (1815–1882), US-amerikanischer Ingenieuroffizier, Brigadegeneral, leitete die militärische Befestigung Washingtons
- Diana Barnato Walker (1918–2008), britische Pilotin
- Barnes, Sir Edward (1776–1838), britischer Lieutenant-General, Gouverneur von Ceylon
- Barthel, Kurt (* 1932), deutscher Generalmajor des Heeres der Bundeswehr
- Bartvogt, Detlef (1944–2019), deutscher Brigadegeneral des Heeres der Bundeswehr
- Barttelot, Edmund Musgrave (1859–1888), britischer Offizier, Begleiter und Stellvertreter Stanleys, erschossen

### Bas
- al-Baschir, Omar Hassan Ahmad (* 1944), Generalleutnant, Staatschef des Sudan
- Bassompierre, François, marquis de (1579–1646) war ein französischer Höfling, Diplomat und Marschall
- Basta, Georg (1550–1607), kaiserlicher General
- Bastian, Gert (1923–1992), Bundeswehrgeneral und Politiker; Selbstmord
- Bastico, Ettore (1876–1972), italienischer Marschall; 1940 Gouverneur des Dodekanes; 1941 Gouverneur von Libyen und Oberbefehlshaber in Nordafrika
- Baston de Lariboisière, Ferdinand (1790–1812), französischer Kavallerieoffizier der Grande Armée

### Bat
- Batista, Fulgencio (1901–1973), kubanischer Militär und Diktator
- Battenberg, Prinz Ludwig Alexander von, 1. Marquess of Milford Haven, (1854–1921), britischer Admiral; Erster Seelord
- Batthyány, Karl Josef Graf (1697–1772), österreichischer General und Feldmarschall ungarischer Herkunft

### Bau
- Baudin, Charles (1784–1854), französischer Admiral
- Baudissin, Otto Friedrich Graf (1792–1865), schleswig-holsteinischer General
- Baudissin, Wolf Heinrich von (1579–1646), kursächsischer General im Dreißigjährigen Krieg
- Baudissin, Wolf Graf von (1907–1993), deutscher Bundeswehr- und NATO-General; Mitverfasser der Himmeroder Denkschrift; Friedensforscher
- Bauer, Ferdinand Freiherr von (1825–1893), General und Kriegsminister Österreich-Ungarns
- Baumbach, Werner (1916–1953), General der Kampfflieger und Bomberpilot im Zweiten Weltkrieg
- Bautzmann, Georg (1935–2025), deutscher Brigadegeneral des Heeres der Bundeswehr, Angehöriger des Bundesnachrichtendienstes

### Bay
- Bayard, Pierre du Terrail, chevalier de, genannt „der Ritter ohne Furcht und Tadel“, (1476–1524), berühmter französischer Kriegsmann
- Baeyer, Johann Jakob (1794–1885), preußischer Generalleutnant und Geodät
- Bayer, Maximilian (1872–1917), deutscher Offizier, Mitbegründer der deutschen Pfadfinderbewegung, gefallen
- Bayern, Prinz Karl von (1795–1875), königlich-bayerischer Generalfeldmarschall, Heerführer 1866
- Bayern, Prinz Leopold von (1846–1930), deutscher Generalfeldmarschall im Ersten Weltkrieg, OberOst
- Bayern, Kronprinz Rupprecht von (1869–1955), königlich bayerischer und königlich preußischer Generalfeldmarschall, Heerführer im Ersten Weltkrieg

### Baz
- Bazaine, François-Achille (1811–1888), französischer Marschall, kapitulierte 1871 mit seiner Armee in Metz
- Bazeries, Étienne (1846–1931), französischer Offizier und Kryptologe

## Be

### Bea
- Beatson, Alexander (1759–1830), britischer Generalleutnant, veröffentlichte eine Geschichte des Krieges gegen Tippu Sahib; Gouverneur von St. Helena
- Beatty, David, 1. Earl Beatty, (1871–1936), britischer Admiral im Ersten Weltkrieg; Befehlshaber in der Skagerrakschlacht; Befehlshaber der Grand Fleet; Erster Seelord
- Beaufort, Francis (1774–1857), britischer Admiral; entwickelte die Beaufort-Skala der Windstärke
- Beauharnais, Alexandre, vicomte de (1760–1794), französischer General; erster Ehemann der Joséphine; guillotiniert
- Beauharnais, François, marquis de (1756–1846), französischer General; Bruder des vorigen
- Beauharnais, Eugène de, Herzog von Leuchtenberg, (1781–1824), französischer Offizier; Sohn Alexandres
- Beaulieu, Jean-Pierre de (1725–1819), österreichischer General der Koalitionskriege
- Beaulieu-Marconnay, Carl von (1777–1855), hannoverischer Generalleutnant
- Beaulieu-Marconnay, Olivier von (1898–1918), deutscher Leutnant und Jagdflieger
- Beauregard, Pierre Gustave Toutant (1818–1893), Konföderiertengeneral im Amerikanischen Bürgerkrieg

### Beb
- Bebutow, David Ossipowitsch (1793–1867), russischer Kavalleriegeneral armenischer Herkunft; Gouverneur von Warschau
- Bebutow, Wassili Ossipowitsch (1792–1858), armenischer Fürst; russischer General

### Bec
- Beck-Rzikowsky, Friedrich von (1830–1920), österreichischer Generaloberst und Kartograph; Chef des Generalstabs.
- Beck, Bernhard von (1821–1894), badisch-preußischer Militärarzt; königlich preußischer Generalarzt im Rang eines Generalmajors; Korpsarzt des 14. Deutschen Armeekorps in Karlsruhe.
- Beck, Ferdinand von (1850–1933), königlich preußischer Generalleutnant.
- Beck, Richard von (1851–1909), königlich preußischer Generalleutnant; Kommandeur der 27. (württembergischen) Division.
- Beck, Ludwig (1880–1944), deutscher Generaloberst und Widerstandskämpfer gegen den Nationalsozialismus; hingerichtet.
- Hans-Joachim Becke (1915–2000), deutscher Brigadegeneral des Heeres der Bundeswehr
- Becker, Karl (1879–1940), deutscher General, Ballistiker und Wehrwissenschaftler; Präsident des Reichsforschungsrates; Chef des Heereswaffenamtes; Suizid.
- Beczwarzowski, Wilhelm von (1862–1932), königlich preußischer Generalmajor; Kommandeur der 88. Infanterie-Division.

### Bed
- Bedeau, Marie Alphonse (1804–1863), französischer General

### Bee
- Beenders, Gerhard (* 1939), deutscher Brigadegeneral
- Beermann, Friedrich (1912–1975), deutscher Bundeswehrgeneral und SPD-Politiker

### Beg
- Beguine, André, Mitglied der Schweizer Nationalsozialistischen Partei, Kommandant des Schweizer Internierungslagers Wauwilermoos

### Beh
- Behne, Joachim (* 1942), deutscher Brigadegeneral

### Bei
- Beimler, Hans (1895–1936), Politkommissar, politischer Kommissar aller deutschen Bataillone der Internationalen Brigaden in Spanien

### Bel
- Belgrano, Manuel (1770–1820), argentinischer Anwalt, Politiker und General
- Bélidor, Bernard Forest de (1698–1761), französischer Ingenieur und Artillerieexperte, Autor klassischer Werke über Hydraulik
- Belikow, Waleri (1925–1987), sowjetischer Armeegeneral
- Belimarkowitsch, Jovan (1828–1906), serbischer General und Staatsmann
- Belisar (505–565), byzantinischer General, Feldherr Kaiser Justinians I.
- Belknap, George (1832–1903), US-amerikanischer Konteradmiral und Tiefseeforscher (Pazifik)
- Belknap, William, (1829–1890) nordamerikanischer General
- Bellegarde, Heinrich Graf (1756–1845), österreichischer General und Staatsmann, Generalstabschef in Italien, Präsident des Hofkriegsrats, Staatsminister
- Belle-Isle, Charles Louis Auguste Fouquet de (1684–1761), französischer General, Marschall von Frankreich
- Belliard, Augustin-Daniel (1769–1832), französischer General, Generaloberst der Kürassiere, Generaladjutanten Napoleons
- Belling, Wilhelm Sebastian von (1719–1779), friderizianischer Husarengeneral
- Bellingshausen, Fabian Gottlieb von (1778–1852), russischer Seefahrer und Offizier
- Below, Fritz von (1853–1918), deutscher General im Ersten Weltkrieg
- Below, Otto von (1857–1944), General der Infanterie, deutscher Heerführer im Ersten Weltkrieg
- Belsazar (im 6. Jahrhundert v. Chr.), babylonischer Heerführer
- Wolfgang Beltermann (1939–2010), deutscher Brigadegeneral des Heeres der Bundeswehr

### Bem
- Bem, Josef (1794–1850), polnischer General, beteiligt an der Verteidigung Wiens 1848

### Ben
- Benavides, Oscar Raimundo (1876–1945), peruanischer General und Staatspräsident
- Benckendorff, Alexander von (1781–1844), russischer General,
- Benckendorff, Konstantin von (1783/84–1828), russischer General und Diplomat
- Benedek, Ludwig von (1804–1881), österreichischer General, Chef des Generalstabs, Oberbefehlshaber bei Königgrätz
- Benjowski, Moritz (1746–1786), ungarischer Militär und Abenteurer
- Benkendorf, Ludwig Ernst von (1711–1801), sächsischer Reitergeneral,
- Bennecke, Jürgen (1912–2002), deutscher General, 1968–1973 NATO-Oberbefehlshaber der Alliierten Streitkräfte Europa-Mitte
- Bennigsen, Gustav Adolf von (1716–1784), sächsischer Generalleutnant
- Bennigsen, Levin August von (1745–1826), russischer General der Kavallerie, Oberbefehlshaber des russischen Heeres
- Benning, Henry Lewis, genannt „Old Rock“, (1814–1875), konföderierter Bürgerkriegsgeneral, Richter und Staatsmann
- Bentheim-Bentheim, Friedrich Wilhelm Belgicus von (1782–1839), österreichischer Feldmarschalleutnant
- Bentinck, Sir Hendrik Willem Johan K.C.B. (1796–1878), deutscher Graf und britischer General; führte im Krimkrieg die Guards Brigade

### Ber
- Berenhorst, Georg Heinrich von (1733–1814), preußischer Offizier, Militärschriftsteller und Kritiker des Militärsystems seiner Zeit, Sohn des „alten Dessauers“
- Beresford, Charles William de la Poer (1846–1919), 1. Baron Beresford, britischer Admiral und Abgeordneter
- Beresford, William Carr, 1. Viscount Beresford, (1768–1854), britischer General, portugiesischer Marschall während der napoleonischen Kriege, Militärbefehlshaber in Portugal
- Berg, Andreas (1957–2020), deutscher Brigadegeneral der Bundeswehr, Kommandeur der Deutsch-Französischen Brigade
- Berg, Aksel Iwanowitsch (1893–1979), russischer Offizier
- Berg, Friedrich Wilhelm Rembert von (1794–1874), russischer Feldmarschall
- Bergamini, Carlo (1888–1943), italienischer Admiral; Flottenchef; gefallen
- Bergenthal, Alexander (1941–1992), deutscher Brigadegeneral des Heeres der Bundeswehr
- Berger, Emil Alexander Ritter und Edler Herr von (1813–1900), preußischer General der Infanterie, Kommandeur im Deutsch-Französischen Krieg
- Berger, Gottlob (1896–1975), SS-General, Schöpfer der Waffen-SS
- Berhoff, Thomas, (* 1957) deutscher Brigadegeneral des Heeres
- Bergmann, Robert (* 1949), Generalmajor der Bundeswehr
- Berk, Ernst-Otto (* 1952), Brigadegeneral der Bundeswehr
- Berlepsch, Hans Sittich von (1480–1533), Burghauptmann der Wartburg und Amtmann in Eisenach und Querfurt
- Berlepsch, Heinrich Moritz von (1736–1809), königlich-polnischer und kurfürstlich-sächsischer Oberst
- Berlichingen, Götz von, „mit der eisernen Hand“, (um 1480–1563), Reichsritter und Kriegsmann
- Bernadotte, Jean-Baptiste (1763–1844), napoleonischer Marschall, König von Schweden
- Bernardis, Robert (1908–1944), Offizier der Wehrmacht, österreichischer Widerstandskämpfer des 20. Juli 1944, hingerichtet
- Bernhardi, Otto Heinrich Wilhelm von (1818–1897), preußischer General der Kavallerie, Kommandeur im Deutsch-Französischen Krieg
- Bertele, Manfred (1938–2025), deutscher Brigadegeneral
- Berry, Charles-Ferdinand de Bourbon, duc de (1778–1820), Oberbefehlshaber der Pariser Armee bei Napoleons Rückkehr von Elba
- Bersarin, Nikolai Erastowitsch (1904–1945), Generaloberst, erster sowjetischer Stadtkommandant von Berlin
- Berthier, Louis-Alexandre, prince de Neuchâtel, duc de Valengin, prince de Wagram, (1753–1815), napoleonischer Marschall; Napoleons Generalstabschef
- Berton, Jean-Baptiste (1769–1822), französischer General und Politiker
- Bertram, Otto (1916–1987), Offizier der Wehrmacht und der Bundeswehr; Presseoffizier; Luftwaffenattaché
- Bertrand du Guesclin (um 1320–1380), bedeutendster französischer Feldherr des 14. Jahrhunderts; Connétable von Frankreich; gefallen
- Bertrand, Henri-Gratien (1773–1844), französischer General, Vertrauter Napoleons, Großmarschall des Palastes
- Berwick, James FitzJames, 1. Duke of (1670–1734), französischer Heerführer; Marschall von Frankreich; natürlicher Sohn Jakobs II. von England

### Bes
- Freiherr von Beschi, Eduard (1848–1916), österreichischer Feldzeugmeister
- Bescht, Volker (* 1951), Brigadegeneral des Heeres der Bundeswehr, Kommandeur der Luftlandebrigade 26
- Beseler, Hans von (1850–1921), preußischer Generaloberst; Generalinspekteur des Ingenieur- und Pionierkorps und der Festungen; Korpskommandeur im Ersten Weltkrieg; Generalgouverneur im deutsch besetzten Teil Polens
- Besserer von Thalfingen, Albrecht (1787–1839), bayerischer Generalmajor und Kriegsminister
- Bessières, Jean-Baptiste, duc d'Istrie, (1768–1813), französischer Marschall
- Bessus (4. Jahrhundert v. Chr.), persischer Satrap, hingerichtet
- Bestuschew-Rjumin, Alexei Petrowitsch (1693–1766), russischer Feldmarschall und Reichskanzler

### Beu
- Beulwitz, Karl August von (1736–1799), preußischer Generalmajor und Chef des Kadettenkorps
- Beurnonville, Pierre Riel, marquis de (1752–1821), französischer Marschall
- Beust, Franz von (1776–1858), badischer Generalmajor und Kommandeur der Leib-Grenadier-Garde
- Beust, Friedrich von (1813–1889), sachsen-weimarer Generalleutnant und Generaladjutant
- Beust, Johann Philipp von (1706–1776), preußischer General und Geheimer Kriegsrat
- Beust, Otto von (1799–1864), bayerischer Generalmajor

### Bey
- Beyer, Eugen (1882–1940), österreichischer Feldmarschalleutnant; deutscher General; Kommandierender General des XVIII. Armeekorps im Zweiten Weltkrieg
- Jürgen Beyer (* 1952), deutscher Brigadegeneral
- Beyer, Gustav Friedrich von (1812–1889), preußischer General

## Bi
- Bianchi, Friedrich Freiherr von (1812–1865), österreichischer Feldmarschalleutnant
- Bianchi, Vinzenz Ferrerius Freiherr von (1768–1855), österreichischer Feldmarschalleutnant
- Biedenfeld, Ferdinand Friedrich von (1764–1834), badischer Generalmajor
- Biedenfeld, Ernst von (1793–1849), badischer Oberst und Regimentskommandant der Revolutionsarmee
- Biehler, Hans Alexis von (1818–1886), preußischer Oberstleutnant; 1885 Generalinspektor der preußischen Festungen; 1873–1884 Chef des Ingenieurkorps
- Biela, Wilhelm Freiherr von (1782–1856), deutsch-österreichischer Astronom und Offizier; Entdecker des Bielaschen Kometen
- Bielke, Nils, Graf; schwedischer Reichsrat und Feldherr; Generalgouverneur von Pommern
- Billot, Jean-Baptiste (1828–1907), französischer General und Staatsmann; Kriegsminister
- Binger, Louis-Gustave (1856–1936), französischer Kolonialoffizier und Entdecker
- Bingham, George; 3. Earl of Lucan (1800–1888), britischer Feldmarschall
- Bingham, Sir George Ridout (1777–1832), britischer Offizier der napoleonischen Kriege; als General bis 1819 Kommandeur der Garnison auf St. Helena
- Binder, Axel (* 1958), deutscher Oberst, Kommandeur Zentrum für Transformation der Bundeswehr
- Binnie, Brian (1953–2022), US-amerikanischer Testpilot und Astronaut
- Birago, Karl Freiherr von (1792–1845), österreichischer Offizier und Konstrukteur; Festungsbaumeister
- Bircher, Eugen (1882–1956), Schweizer Divisionskommandant und Militärpublizist; Dr. med. und Nationalrat
- Birdwood, Sir William Riddell, Baron Birdwood of Anzac, GCB GCMG GCVO GBE (1865–1951), britischer General; Kommandeur des ANZAC auf Gallipoli; Kommandeur der AIF in Frankreich; Feldmarschall und Oberbefehlshaber in Indien 1925
- Birger Magnusson von Bjälbo (ca. 1210–1266), schwedischer Regent (Jarl) seit 1250
- Biron, Armand-Louis de Gontaut, duc de (1747–1793), französischer Husarengeneral; 1793 guillotiniert
- Biron, Armand de Gontaut, seigneur de (1524–1592), französischer Feldherr und Staatsmann; Marschall von Frankreich; gefallen
- Biron, Gustav Kalixt von (1780–1821), russischer Generalleutnant; Gouverneur von Glatz
- Biron, Charles de Gontaut duc de (1562–1602), französischer Heerführer und Diplomat; Marschall von Frankreich; enthauptet
- Biron, Charles-Armand de Gontaut duc de (1663–1756), französischer Heerführer; Marschall von Frankreich
- Bischof, Gerd (* 1953), Brigadegeneral der Luftwaffe der Bundeswehr
- Bischoffwerder, Johann Rudolf von (1741–1803), preußischer Generalleutnant; Ratgeber und Vertrauter Friedrich Wilhelms II.
- Bismarck, Ludolf August von (1683–1750), russischer General; Generalgouverneur von Livland
- Bismarck-Bohlen, Friedrich Alexander Graf von (1818–1894), preußischer General der Kavallerie
- Bismarck, Friedrich Wilhelm Graf von (1783–1860), württembergischer Generalleutnant und Militärschriftsteller
- Bissing, Moritz Freiherr von (1844–1917), General der Kavallerie; General-Gouverneur von Belgien
- Bittrich, Wilhelm (1894–1979), SS-Obergruppenführer und Kommandeur im Zweiten Weltkrieg
- Bixio, Nino (1821–1873), italienischer Freiheitskämpfer, Kampfgenosse Garibaldis
- Björnstjerna, Magnus Friedrich Ferdinand (1779–1847), schwedischer General, Diplomat und Schriftsteller

## Bl
- Blanche Espejo, Bartolomeo (1879–1970), chilenischer Politiker und General; 1932 übergangsweise Staatspräsident
- Blanco Encalada, Manuel (1790–1876), chilenischer Offizier und Politiker; Kommandierender General und Befehlshaber der Flotte; Staatspräsident 1826
- Blaško, Hynek (* 1955), tschechischer Offizier
- Blaskowitz, Johannes (1883–1948), deutscher Generaloberst, Oberbefehlshaber verschiedener Heeresgruppen im Zweiten Weltkrieg, Suizid
- Bleidorn, Rudolf (1864–1937), deutscher General der Artillerie
- Bleiel, Karl-Heinz (1934–2008), deutscher Brigadegeneral der Bundeswehr und Militärgeograph
- Blenker, Ludwig (1812–1863), deutscher Revolutionär, amerikanischer General des Bürgerkriegs
- Blesson, Johann Ludwig Urban (1790–1861), preußischer Militärschriftsteller
- Bligh, William (1754–1817), britischer Marineoffizier, Kapitän der Bounty
- Bliss, Tasker Howard (1853–1930), US-amerikanischer General, Generalstabschef und Oberkommandierender der Armee
- Blomberg, Werner von (1878–1946), deutscher General und Kriegsminister
- Blotz, Josef, deutscher Brigadegeneral der Bundeswehr
- Blücher, Gebhard Leberecht von (1742–1819), preußischer Generalfeldmarschall; besiegte Napoleon bei Waterloo/La Belle Alliance
- Blücher, Wassili Konstantinowitsch (1889–1938), General der Roten Armee und Marschall der Sowjetunion, zu Tode gefoltert
- Blume, Wilhelm von (1835–1919), preußischer General der Infanterie
- Blumenthal, Hans-Jürgen Graf von (1907–1944), deutscher Widerstandskämpfer des 20. Juli 1944, hingerichtet
- Blumenthal, Leonhard von (1810–1900), preußischer Generalfeldmarschall
- Blumentritt, Günther (1892–1967), deutscher General der Infanterie

## Bo

### Boc
- Bock, Fedor von (1880–1945), Generalfeldmarschall, Oberbefehlshaber verschiedener Heeresgruppen im Zweiten Weltkrieg

### Bod
- Bodemann, André (* 1965), deutscher Brigadegeneral
- Bodenhausen, Erpo von (1897–1945), deutscher Generalleutnant
- Bodt, Jan de (1670–1745), sächsischer General und Architekt

### Boe
- Boege, Ehrenfried (* 1933), deutscher Brigadegeneral des Heeres der Bundeswehr
- Boeheim, Wendelin (1832–1900), österreichischer Waffentechniker, Offizier, Journalist und Museumsbedienster
- Boehmer, Hans-Rudolf (1938–), Vizeadmiral und Inspekteur der Marine
- Boehmer, Hasso von (1904–1945), deutscher Generalstabsoffizier; Mitverschwörer des 20. Juli; hingerichtet
- Boehn, Oktavio von (1824–1899), preußischer General der Infanterie
- Boehr, Heinrich (* 1940), deutscher Brigadegeneral des Heeres der Bundeswehr
- Boelcke, Oswald (1891–1916), deutsches Fliegerass im Ersten Weltkrieg
- Boeselager, Georg Freiherr von (1915–1944), deutscher Kavallerieoffizier; Angehöriger des militärischen Widerstands gegen Hitler; gefallen
- Boeselager, Philipp Freiherr von (1917–2008), deutscher Offizier; Angehöriger des militärischen Widerstands gegen Hitler

### Bog
- Bogdanowitsch, Modest Iwanowitsch (1805–1882), russischer Generalleutnant und Militärschriftsteller
- Boguslawski, Carl Andreas von (1758–1817), königlich preußischer Generalmajor; Mitarbeiter Scharnhorsts
- Boguslawski, Albert von (1834–1905), Generalleutnant und Militärschriftsteller; Enkel des vorigen

### Boh
- Böhme, Franz (1885–1947), General der deutschen Wehrmacht; im Zweiten Weltkrieg als Bevollmächtigter Kommandierender General in Serbien für Massaker an der Zivilbevölkerung verantwortlich
- Böhm-Ermolli, Eduard Freiherr von (1856–1941), k.u.k. Feldmarschall und Heerführer im Ersten Weltkrieg
- Bohrer, Peter (* 1956), Generalmajor der Bundeswehr

### Bok
- Bokow, Fjodor Jefimowitsch (1904–1984), Politisches Mitglied des Kriegsrates der Sowjetischen Militäradministration (SMAD)

### Bol
- Bolchowitinow, Wiktor Fjodorowitsch (1899–1970), sowjetischer Flugzeugkonstrukteur
- Boldin, Iwan Wassiljewitsch (1892–1965), Chef der Sowjetischen Militäradministration (SMAD) in Thüringen
- Bolz, Richard (* 1947), deutscher Brigadegeneral; zuletzt General der Heeresflieger und Kommandeur der Heeresfliegerwaffenschule

### Bom
- Bomsdorff, August von (1842–1912), preußischer General der Infanterie

### Bon
- Bonaparte, Napoléon (Jérôme), genannt „Prince Napoléon“ oder „Plon-Plon“ (1822–1891), französischer General; Divisionskommandeur auf der Krim
- Bonfim, José Lúcio Travassos Valdez, conde do (1787–1862), portugiesischer General und Staatsmann; Kriegs- und Marineminister; Ministerpräsident
- Bonchamps, Charles de (1760–1793), Anführer der Vendéer; gefallen
- Bonifatius (5. Jahrhundert), weströmischer Feldherr
- Bonin, Adolf von (1803–1872), General der Infanterie; Korpskommandant bei Trautenau
- Bonin, Eduard von (1793–1865), General der Infanterie; preußischer Kriegsminister
- Bonneval, Claude Alexandre de, Ahmed Pascha, (1675–1747), französischer Offizier und Abenteurer in türkischen Diensten

### Boo
- Boog, Adolf von (1866–1929), österreichischer Feldmarschallleutnant und Oberbefehlshaber der „Volkswehr“ Deutsch-Österreichs

### Bor
- Borcke, Adrian Bernhard von (1668–1741), preußischer Generalfeldmarschall
- Borda, Jean Charles (1733–1799), französischer Marineoffizier und Mathematiker
- Boorda, Jeremy M. (1939–1996), US-amerikanischer Admiral, 25. Chief of Naval Operations der US Navy
- Bordone, Philipp Toussaint Joseph (1821–1892), französischer General,
- Borel, Jean Louis, (1819–1884) französischer General,
- Borghese, Camillo Filippo Ludovico (1775–1832), Fürst zu Sulmona und Rossano
- Borgia, Cesare (1475–1507), Gonfaloniere der Kirche
- Bormann, Karl Wilhelm von (1796–1874), deutsch-belgischer General und Ingenieur
- Bornemann, Jürgen (1950–2019), deutscher Generalleutnant und Direktor des International Military Staff (IMS) der NATO
- Boroević von Bojna, Svetozar (1856–1920), österreich-ungarischer Feldmarschall im Ersten Weltkrieg
- Borrell García, Federico (1912–1936), spanischer Soldat der Bekanntheit durch eine Fotografie Robert Capas erlangte
- Borstell, Karl Heinrich von (1773–1844), General der Kavallerie; Mitglied der Preußischen Staatsrats; Ehrenbürger von Berlin
- Bory de Saint-Vincent, Jean-Baptiste Marcellin (1778–1846), französischer Offizier, Entdecker und Naturforscher

### Bos
- Boscawen, Edward (1711–1761), britischer Admiral im Siebenjährigen Krieg
- Bosch, Johann, Graaf van den (1780–1844), niederländischer Soldat und Staatsmann
- Bose, Julius Graf von (1809–1894), preußischer General der Infanterie; Kommandierender General eines Armeekorps im Deutsch-Französischen Krieg
- Bose, Karl August Joseph Friedrich von (1763–1826), königlich sächsischer Generalmajor später königlich preußischer Generalleutnant
- Bosquet, Pierre (1810–1861), französischer General im Algerien- und Krimkrieg, Marschall von Frankreich

### Bot
- Botha, Louis (1862–1919), südafrikanischer General und Staatsmann
- Bothmer, Friedrich Graf von (1805–1886), bayerischer General der Infanterie; Inspekteur der Artillerie
- Bothmer, Peter-Christian Graf von (* 1941), deutscher Brigadegeneral des Heeres der Bundeswehr
- Bothwell, James Hepburn, 4. Earl of (um 1536–1578), englischer Heerführer; Ehemann Maria Stuarts

### Bou
- Bouet-Willaumez, Louis Edouard (1808–1871), französischer Admiral im Krimkrieg und im Deutsch-Französischen Krieg
- Boufflers, Louis-François, duc de (1644–1711), französischer Feldherr; Marschall von Frankreich.
- Bougainville, Louis Antoine de (1729–1811), französischer Offizier, Seefahrer und Schriftsteller
- Bouget, Ferdinand Franz Maria von (1741–1818), königlicher und kaiserlicher Generalmajor; Kommandant des Nassauischen Kürassierregiments
- Bougie, Jean Jacques de, marquis de Chaussade, (1655–1744), französischer Feldmarschall
- Bougy, Jean, marquis de (1617–1658), Generalleutnant König Ludwigs XIV.
- Bouillon, Frédéric-Maurice de La Tour d’Auvergne duc de (1605–1652), französischer General und einer der Führer der Fronde; Bruder Turennes
- Bouillon, Henri de La Tour d’Auvergne duc de, Heinrich von Bouillon, (1555–1623), französischer Heerführer, Diplomat, Politiker und Protestantenführer; Marschall von Frankreich; Vater Turennes
- Bouillé, François-Claude-Amour de (1739–1800), französischer General
- Boulanger, Georges Ernest (1837–1891), französischer General; Kriegsminister; Selbstmord
- Bourbaki, Charles Denis (1816–1897), französischer General im Deutsch-Französischen Krieg
- Bourbon-Montpensier, Charles de (1490–1527), genannt „Connétable von Bourbon“, französischer Heerführer; gefallen vor Rom
- Bournonville, Alexander von, Oberbefehlshaber des Kaisers Leopold I.

### Boy
- Boy-Ed, Walther (1874–1914), preußischer Offizier
- Boyen, Hermann von (1771–1848), preußischer General und Staatsmann; Kriegsminister
- Boyneburg, Konrad Reichsfreiherr von (1494–1567n), Landsknechtsführer Kaiser Karls V.

### Bov
- Boves, José Tomás (1782–1814), Gouverneur Venezuelas

## Br

### Bra
- Brackenbury, Sir Henry PC GCB KCSI (1837–1914), britischer General der Kolonialzeit
- Braddock, Edward (1695(?)–1755), britischer General; Oberbefehlshaber in Nordamerika zu Beginn der Franzosen- und Indianerkriege
- Bradley, Omar N. (1893–1981), US-amerikanischer Fünf-Sterne-General, einer der führenden Kommandeure der amerikanischen Streitkräfte im Zweiten Weltkrieg
- Bragg, Braxton (1817–1876), Südstaatengeneral im Amerikanischen Bürgerkrieg
- Braithwaite, William Garnett CB (1870–1937), neuseeländischer General im Ersten Weltkrieg; Truppenführer auf Gallipoli und an der Westfront
- Braithwaite, Sir Walter Pipon KCB (1865–1945), britischer General; Stabschef der MEF auf Gallipoli; später Divisions- und Korpskommandeur an der Westfront;
- Brandenburg-Schwedt, Karl Markgraf von (1705–1762), preußischer General der Infanterie im Siebenjährigen Krieg, Herrenmeister des Johanniterordens
- Brandenburg, Friedrich Wilhelm Graf von (1792–1850), General der Kavallerie; preußischer Ministerpräsident
- Brandenburg-Kulmbach, Albrecht Alcibiades von (1522–1557), kaiserlicher Söldner- und Reiterführer im Schmalkaldischen Krieg
- Brandenstein, Karl von (1831–1886), preußischer General
- Brandt, Heinrich von (1789–1868), preußischer General der Infanterie
- Brandt, Wilhelm von (1644–1701), preußischer Generalleutnant
- Brasidas († 422 v. Chr.), spartanischer Feldherr in der ersten Hälfte des Peloponnesischen Krieges
- Branicki, Franciszek Ksawery (1730/1–1819), Groß-Kronfeldherr von Polen
- Branicki, Jan Klemens, Graf von, (1689–1771) polnischer Krongroßfeldherr
- Brauchitsch, Ludwig Matthias Nathanael Gottlieb von (1757–1827), königlich preußischer Generalleutnant, Gouverneur von Berlin
- Brauchitsch, Walther von (1881–1948), Generalfeldmarschall, Oberbefehlshaber des Heeres
- Braunschweig-Lüneburg-Bevern, August Wilhelm, Herzog von (1715–1781), preußischer General der Infanterie
- Braunschweig-Bevern, Friedrich Karl Ferdinand von (1729–1809), Fürst von Braunschweig-Bevern; dänischer Generalfeldmarschall
- Braunschweig, Ferdinand von (1721–1792), preußischer Generalfeldmarschall
- Braunschweig, Karl Wilhelm Ferdinand von (1735–1806), preußischer Feldmarschall; gefallen bei Auerstedt
- Braunschweig-Lüneburg-Oels, Friedrich August von (1740–1805), preußischer General
- Braunschweig-Lüneburg-Oels, Friedrich Wilhelm, Herzog von (1771–1815), genannt „der schwarze Herzog“, populärer Offizier und Freikorpsführer, gefallen bei Quatre-Bras
- Braunschweig-Wolfenbüttel, Christian von (1599–1626), genannt der „tolle Christian“ oder „toller Halberstädter“, einer der bekanntesten und eigentümlichsten Feldherrn im Dreißigjährigen Krieg
- Braunstein, Peter (* 1957), deutscher Brigadegeneral der Bundeswehr
- Brause, Friedrich August Wilhelm von (1769–1836) preußischer General der Infanterie
- Brause, Johann Georg Emil von (1774–1836) preußischer Generalmajor, Kadettenkommandant, Direktor der Allgemeinen Kriegsschule
- Brazza, Pierre (1852–1905), französischer Marineoffizier und Afrikareisender

### Bre
- Breckenridge, John Cabell (1821–1875), US-amerikanischer General und Staatsmann
- Bredow, Adalbert von (1814–1890), preußischer Generalleutnant
- Bredow, Ferdinand von (1884–1934), deutscher General; stellvertretender Reichswehrminister; während des Röhm-Putsches ermordet
- Reinhardt Breitfelder (* 1945), deutscher Brigadegeneral und Abteilungsleiter des Bundesnachrichtendienstes
- Breithaupt, Wilhelm von (1809–1889), deutscher Artillerieoffizier
- Brereton, Lewis Hyde (1890–1967), amerikanischer Luftwaffengeneral im Zweiten Weltkrieg

### Bri
- Brialmont, Henri Alexis (1821–1903), belgischer General und Militärschriftsteller
- Bridges, Sir William Throsby KCB CMG (1861–1915), australischer Artillerieoffizier und Divisionskommandeur im Ersten Weltkrieg; der erste australische General überhaupt; bei Gallipoli gefallen
- Brière de l'Isle, Louis Alexandre (1827–1896), französischer General, Generalinspekteur der Marinetruppen

### Bro
- Brock, Sir Isaac (1769–1812), britischer General; der „Retter Kanadas“; gefallen
- Brockdorff, Heinrich von (1600–1671), Soldat und Politiker; Kommandeur der Landestruppen
- Brockdorff-Ahlefeldt, Walter Graf von (1887–1943), deutscher General im Zweiten Weltkrieg; Führer eines Armeekorps
- Bröckermann, Heiner (* 1966), deutscher Oberstleutnant und Historiker
- Brockhausen, Wilhelm von (1773–1858), preußischer General
- Broglie, Claude-Victor de (1756–1794), französischer Politiker und General; guillotiniert
- Broglie, Charles-François de (1719–1781), französischer Diplomat und General
- Broglie, François-Marie, duc de (1671–1745), französischer Feldherr; Marschall von Frankreich
- Broglie, Victor-François de (1718–1804), französischer Heerführer und Staatsmann; Marschall von Frankreich
- Broglie, Victor-Maurice, comte de (1647–1727), Marschall von Frankreich
- Brommy, Karl Rudolf, eigentlich Bromme, (1804–1860), deutscher Marineoffizier und Admiral
- Bronsart von Schellendorff, Paul (1832–1891), preußischer General und Kriegsminister
- Bronsart von Schellendorff, Walther Franz Georg (1833–1914), preußischer General und Kriegsminister; Bruder des vorigen
- Brooke, Sir Alan, 1. Viscount Alanbrooke KG, GCB, OM, GCVO, DSO (1883–1963), britischer Feldmarschall; 1941–46 Chef des Imperium-Generalstabs und Vorsitzender des Chiefs of Staff Committee
- Brooke-Popham, Sir Robert GCVO KCB CMG DSO AFC (1878–1953), britischer Luftmarschall; Oberbefehlshaber des britischen Fernost-Kommandos zu Beginn des Pazifikkriegs
- Brooks, Vincent K. (* 1958), Brigadier General der US Army; während des Irakkrieges 2003 stellvertretender Direktor für Operationen des US Central Command und Pressesprecher
- Brown, Arthur Roy (1893–1944), britischer Jagdflieger im Ersten Weltkrieg, der Manfred von Richthofen abschoss und tödlich verwundete
- Brown, Bryan D., US-amerikanischer General
- Browne, Georg Graf (1698–1792), russischer Feldmarschall irischer Abstammung
- Brown, Sir George G.C.B, (1790–1865), britischer General im Krimkrieg und Oberbefehlshaber in Irland
- Brown, Jacob (1775–1828), US-amerikanischer General; gewann vier der neun amerikanischen Landsiege im Krieg von 1812
- Browne, Maximilian Ulysses (1705–1757), österreichischer Feldmarschall irischer Abstammung
- Browning, Sir Frederick KBE CB DSO (1896–1965), genannt „Boy Browning“, britischer General im Zweiten Weltkrieg; Oberbefehlshaber der 1. Alliierten Luftlandearmee während der Operation Market Garden

### Bru
- Bruat, Armand Joseph (1796–1855), französischer Admiral, Befehlshaber der französischen Schwarzmeerflotte im Krimkrieg
- Bruchmüller, Georg, genannt Durchbruchmüller, 1863–1948, deutscher Artillerieoffizier im Ersten Weltkrieg
- Brueys d’Aigalliers, François-Paul, comte de (1753–1798), französischer Admiral, Kommandeur der französischen Flotte in der Schlacht bei Abukir, gefallen
- Brüggemann, Peter (* 1945), deutscher Brigadegeneral des Heeres der Bundeswehr
- Brümmer, Henning (1941–2017), deutscher Brigadegeneral des Heeres der Bundeswehr
- Brumowski, Godwin (1889–1936), österreichischer Jagdflieger im Ersten Weltkrieg.
- Brune, Guillaume Marie Anne (1763–1815), französischer Marschall, ermordet
- Brunner, Roland (* 1956), deutscher Brigadegeneral und Geologe
- Brussilow, Alexei Alexejewitsch (1853–1926), russischer General, bekannt wegen der von ihm geführten Brussilow-Offensiven

## Bu
- Bubna und Littitz, Ferdinand von (1768–1825), österreichischer Feldmarschallleutnant
- Buchanan, Robert Christie (1811–1878), Amerikanischer Bürgerkrieg
- Buckler, Julius (1893–1960), deutsches Fliegerass im Ersten Weltkrieg
- Buckner, Simon Bolivar (1823–1914), Amerikanischer Bürgerkrieg
- Bucquoy, Karl von (1571–1621), bedeutender kaiserlicher Feldherr im 17. Jahrhundert; Feldmarschall im Dreißigjährigen Krieg
- Budde, Dieter, deutscher Generalmajor der Bundeswehr, erster Kommandeur Division Luftbewegliche Operationen
- Budde, Hans-Otto (* 1948), deutscher Generalleutnant der Bundeswehr, Inspekteur des Heeres
- Buddenbrock, Henrik Magnus Baron von (1685–1743), königlich-schwedischer Generalleutnant; enthauptet nach der verlorenen Schlacht bei Wilmanstrand (1741)
- Buddenbrock, Wilhelm Dietrich Freiherr von (um 1672–1757), preußischer Feldmarschall, Gouverneur von Breslau
- Budjonny, Semjon Michailowitsch (1883–1973), sowjetischer General; Marschall der Sowjetunion
- Bugeaud de la Piconnerie, Thomas-Robert, duc d'Isly, (1784–1849), französischer General; Marschall von Frankreich
- Bulheller, Richard (* 1942), deutscher Brigadegeneral
- Buller, Sir Redvers PC GCB KCMG VC (1839–1908), britischer General; 1887 Generalquartiermeister; 1899–1900 Oberbefehlshaber der britischen Truppen in der ersten Phase des Burenkrieges
- Bulnes Prieto, Manuel (1799–1866), chilenischer Politiker und General; Staatspräsident von 1841 bis 1851
- Büllinger, Karl von (1768–1832), königlich bayerischer Generalmajor
- Bülow von Dennewitz, Friedrich Wilhelm (1755–1816), preußischer General; bedeutender Heerführer gegen Napoleon
- Bülow, Johann Albrecht von (1708–1776), friderizianischer General der Infanterie
- Heinz Burchardt (1915–1980), deutscher Generalmajor
- Burchardt, Max (1831–1897), preußischer Generalarzt und Hochschullehrer
- Burgdorf, Wilhelm (1895–1945), deutscher General im 3. Reich; Chef des Heerespersonalamtes, Hitlers Chefadjutant
- Bürgener, Axel (* 1944), deutscher Generalleutnant; Befehlshaber des Heeresführungskommandos
- Burgoyne, John, genannt „Gentleman Johnny“, (1722–1792), englischer General im Amerikanischen Unabhängigkeitskrieg
- Burgoyne, Sir John Fox (1782–1871), britischer Feldmarschall; Generalinspekteur der Festungen
- Frederick Gustavus Burnaby (1842–1885), britischer Militär, Reisender und Schriftsteller
- Burnside, Ambrose Everett (1824–1881), Amerikanischer Bürgerkrieg
- Busch, Ernst (1885–1945), deutscher Generalfeldmarschall im Zweiten Weltkrieg
- Horst Busch (* 1965), deutscher Brigadegeneral des Heeres der Bundeswehr
- Busse, Theodor (1897–1986), General der Wehrmacht im Zweiten Weltkrieg
- Bussche, Axel von dem (1919–1993), Offizier der Wehrmacht; Beteiligter am Aufstand vom 20. Juli 1944
- Bussy-Rabutin, Roger, comte de (1618–1693), französischer General und Schriftsteller
- Butler, Benjamin Franklin (1818–1893), US-amerikanischer General im Bürgerkrieg
- Butler, Carl-Hubertus von (* 1950), deutscher Generalleutnant; Befehlshaber des Heeresführungskommandos
- Butler, John (1728–1796), britischer Kolonist in Nordamerika; Führer von Butlers Rangers
- Butler, Peter von (1913–2010), deutscher Generalleutnant; Deutscher Militärischer Vertreter im NATO-Militärausschuss
- Butler, Ruprecht von (1924–2024), deutscher Generalmajor
- Butler, Walter († 1634), Oberst im Heer Wallensteins
- Butler, William Francis PC GCB ADC (1838–1910), britischer General und Autor der Kolonialzeit; 1900/01 Befehlshaber in Aldershot
- Buturlin, Alexander Borissowitsch (1694–1767), russischer Feldherr; Generalgouverneur von Moskau
- Buxa, Werner, Btl.kdr im Zweiten Weltkrieg (Ritterkreuz), Kdr JägBtl 752 der Bundeswehr; Militärschriftsteller

## By
- Byng, Sir George, 1. Viscount Torrington, (1663–1733), britischer Admiral
- Byng, John (1704–1757), britischer Admiral, Sohn des vorigen, standrechtlich erschossen
- Byng, John, 1. Earl of Strafford, (1772–1860), britischer Feldmarschall und Politiker
- Byng, Sir Julian, 1. Viscount Byng of Vimy, (1862–1935), britischer Feldmarschall, Generalgouverneur von Kanada
- Byrd, Richard Evelyn (1888–1957), US-amerikanischer Polarforscher und Admiral
- Byron, John (1723–1786), britischer Seefahrer, Entdecker und Admiral; „Foul-weather Jack“